# ترميم استئصال النوكليوتيد

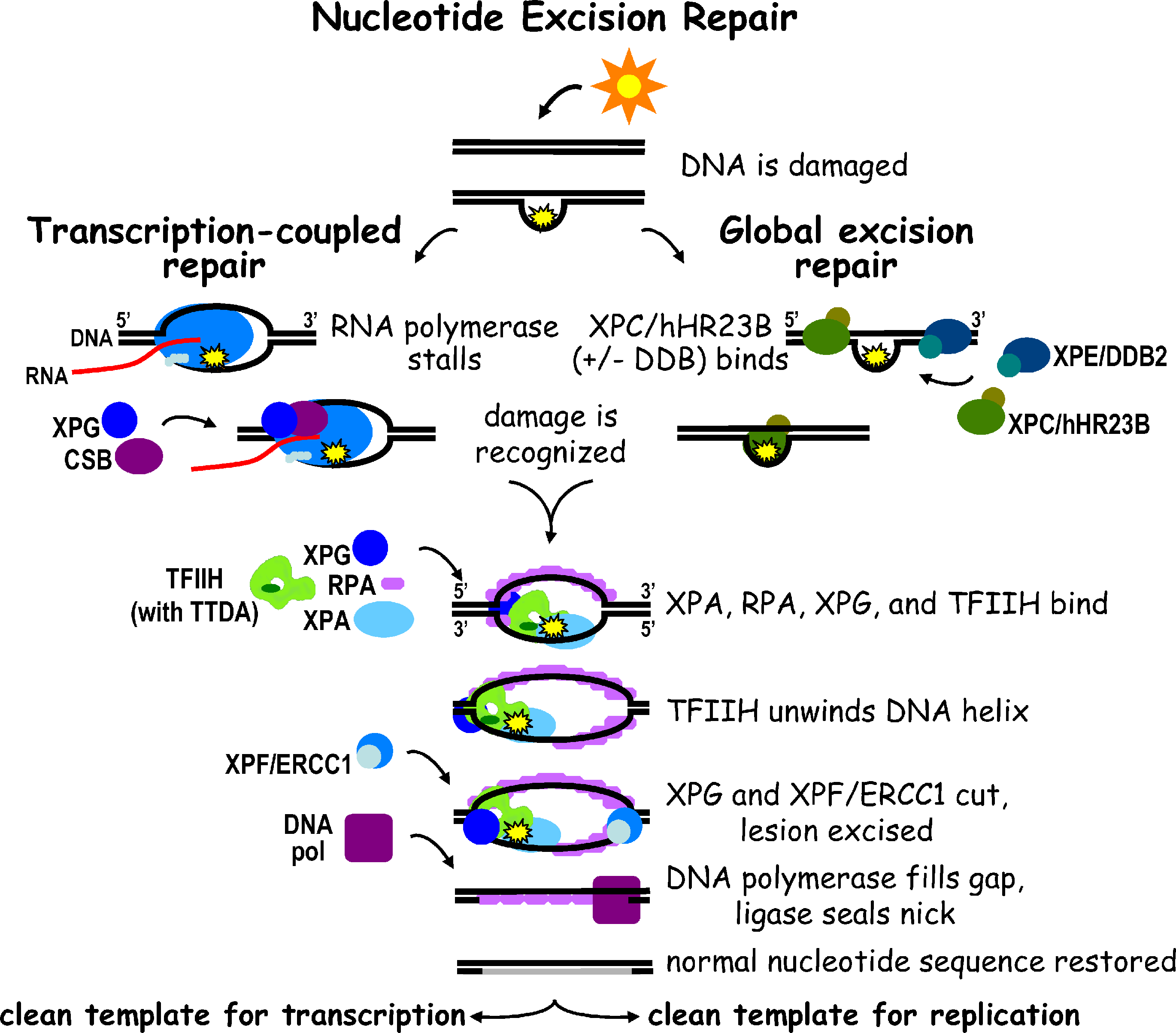
مخطط لكلا المسارين (تس-نير، TC-NER) و(جج-نير، GG-NER). يختلف المساران في طريقة تعرفهما على تضرر الدنا فقط.

ترميم استئصال النوكليوتيد (بالإنجليزية: Nucleotide excision repair)‏ هو آليةٌ لترميم الدنا. يظهر تضرر الدنا بشكل ثابت بسبب الإشعاعات الكيميائية (عوامل الإقحام) والمطفرات الأخرى. توجد ثلاث آليات لترميم ضررِ دنا سلسلة منفردة هي: ترميم استئصال النوكليوتيد (نير-NER)، ترميم استئصال القاعدة (بير-BER) وترميم الدنا غير المتطابق (ممر-MMR). رغم أن مسار الآلية بير يمكن أن يتعرف على روابط محددة غير متكتلة في الدنا، إلا أنه لا يستطيع سوى تصحيح القواعد المتضررة التي أزيلت بواسطة جليكوسيلازات دنا محددة، نفس الأمر بالنسبة لمسار ممر الذي يستهدف أزواج القواعد من نوع واتسون-كريك خاطئة التطابق.
ترميم استئصال النوكليوتيد (نير) هي آلية استئصال هامة بشكل خاص تقوم بنزع الدنا المتضرر المُسبَّبِ بواسطة الأشعة فوق البنفسجية. يُنتج ضرر الأشعة فوق البنفسجية نواتج إضافة دنا متكتلة، وهذه النواتج في الغالب مثنويات الثايمين و4،6-نواتج فوسفور. يقود التعرف على الضرر إلى إزالة قطعة قصيرة من سلسلة دنا منفردة والتي تحتوي على الرابطة. السلسلة غير المتضررة تبقى ويستخدمها بوليميراز الدنا كقالب لاصطناع تسلسل مكمل قصير. يتم الربط النهائي لإكمال ترميم نير وتشكيل سلسلة دنا مزدوجة بواسطة ليغاز الدنا. يمكن تقسيم نير إلى مسارين فرعيين: نير جينوم عام (جج-نير أو ججر - GG-NER or GGR) ونير مزدوج النسخ (تس-نير أو تسر - TC-NER or TCR). يحتلف هذان المساران الفرعيان في طريقة تعرفهما على تضرر الدنا لكنهما يشتركان في نفس عملية قص، ترميم، وربط الروابط.
تتضح أهمية نير عبر الأمراض البشرية الشديدة التي تحدث لدى الأشخاص الذين لديهم طفرات جينية في بروتينات نير عند الولادة. جفاف الجلد المصطبغ ومتلازمة كوكاين مثالان عن الأمراض ذات الصلة بنير.